# Léopoldine Serre
Pour les articles homonymes, voir Serre (homonymie).
Léopoldine Serre, née le 14 juillet 1988 à Clamart, est une actrice française.

## Biographie
Léopoldine Serre fait sa première expérience à l‘écran en 1993 à l’âge de cinq ans dans Priez pour nous de Jean-Pierre Vergne. Très vite, elle enchaîne les tournages pour le cinéma, notamment avec Jacques Doillon dans Ponette en 1995, comme pour la télévision, avec par exemple Les Misérables de Josée Dayan en 1999 (elle y tient le rôle de Cosette aux côtés de Gérard Depardieu, de John Malkovich et de Charlotte Gainsbourg) ou La Famille Wolberg d’Axelle Ropert en 2009.
Après une formation au sein de la Classe Libre de l’école Florent, elle commence, parallèlement aux tournages, à jouer de plus en plus au théâtre travaillant tour à tour avec Mélanie Leray au TNB dans Leaves de Lucy Caldwell, avec Stéphane Hillel au Petit Théâtre de Paris dans Sunderland de Clément Koch, avec Benoît Lavigne au Théâtre de l’Atelier dans La Rose tatouée de Tennessee Williams, puis avec Sarah Mesguich dans Zazie dans le métro de Raymond Queneau au Théâtre du Lucernaire.
De 2019 à 2023, elle joue le rôle d'Alice dans Intra Muros d'Alexis Michalik à la Pépinière Théâtre.
En 2020, elle interprète Victoire dans Love Bug, le premier long métrage de Cédric Prévost.
Depuis 2006, Léopoldine Serre pratique régulièrement le doublage. Ainsi, elle est une des voix françaises de Saoirse Ronan, Anya Chalotra, Olivia Cooke ou encore Emma Watson. Dans l'animation, elle prête notamment sa voix à T'choupi et en jeu vidéo à Amicia de Rune dans les deux volets  d'A Plague Tale ou encore Kamala Khan dans Marvel's Avengers (rôle qu'elle retrouvera dans la série Miss Marvel).
En 2011, avec ses amis Lilly-Fleur Pointeaux et Mickaël Olivier, elle crée le groupe The Small Ladies, qui sort son premier EP 6am en 2017 ainsi que le clip The Owner réalisé par Alexandra Naoum.

### Vie privée
Elle est la sœur de Volodia, Joséphine et Alexandrine Serre.

## Théâtre
- 2007 : Eby et son petit chaperon rouge de, écrit et mis en scène par Sarah Mesguich, Théâtre du Lucernaire : Eby et le Petit Chaperon Rouge
- 2009 : Leaves de Lucy Caldwell : Mélanie Leray, TNB de Rennes : Poppy
- 2010-2011 : Les Trois Sœurs d’Anton Tchekhov : Volodia Serre, Théâtre de l’Athénée, Théâtre Romain Rolland de Villejuif : Irina
- 2011 : Sunderland de Clement Koch, mise en scène Stéphane Hillel, Petit Théâtre de Paris : Jill
- 2012 : La Rose tatouée de Tennessee Williams, mise en scène Benoît Lavigne, Théâtre de l'Atelier : Rosa
- 2015 : Zazie dans le métro d'après Raymond Queneau, mise en scène Sarah Mesguich, Théâtre du Lucernaire

## Filmographie

### Cinéma

#### Longs métrages
- 1994 : Priez pour nous de Jean-Pierre Vergne : Marie-Lise
- 1996 : Ponette de Jacques Doillon : Ada
- 1998 : Ronin de John Frankenheimer : Arles Little Girl
- 2000 : L'Envol de Steve Suissa : Lulu
- 2007 : La Vie d'artiste de Marc Fitoussi : l'élève trois semaines
- 2009 : La Famille Wolberg d'Axelle Ropert : Delphine
- 2010 : Copacabana de Marc Fitoussi : l'étudiante bibliothèque
- 2010 : Je vous aime très beaucoup de Philippe Locquet : Juliette
- 2016 : Tout schuss de Stéphan Archinard et François Prévôt-Leygonie : Isabelle

#### Courts métrages
- 2006 : Le Plat à gratin de Rodolphe Tissot : Eve
- 2007 : Bourreau de Frederick Vin : la jeune fille à la piscine
- 2016 : Somnambule de Timothée Hochet : la sœur de Lucie

### Télévision

#### Téléfilms
- 1995 : Pour une vie ou deux de Marc Angelo : Betty
- 1996 : Les Liens du cœur de Josée Dayan : Eppie
- 1997 : Un homme digne de confiance de Philippe Monnier : Aurélie Bertot
- 1998 : Un mois de réflexion de Serge Moati : Charlotte
- 1999 : Parents à mi-temps : Chassés-croisés de Caroline Huppert : Noémie
- 1999 : Maison de famille de Serge Moati : Charlotte
- 2003 : Trop plein d'amour de Steve Suissa : Louise
- 2005 : Le Meilleur commerce du monde de Bruno Gantillon : Ornella
- 2005 : Le Frangin d'Amérique de Jacques Fansten : Marie-Claire
- 2007 : Le Lien de Denis Malleval : Marianne
- 2016 : Qui sème l'amour... de Lorenzo Gabriele : Valérie
- 2020 : Les Mystères de la chorale  de Emmanuelle Dubergey : Patricia Brion

#### Séries télévisées
- 1994 : Le Fils du cordonnier : Mélanie à 3 ans (mini-série)
- 1997 : Avocat d'office de Bernard Stora : Carina
- 1997 : Quai numéro un de Marc Angelo : Jeanne
- 2000 : Louis la Brocante d'Alain-Michel Blanc : Manon
- 2000 : Les Misérables de Josée Dayan : Cosette enfant
- 2002 : Napoléon de Yves Simoneau : la petite fille
- 2003 : Le Grand Patron d'Emmanuel Gust : Éloïse
- 2009 : Enquêtes réservées de Benoît d'Aubert : Lola Tréguet
- 2009 : Paris 16e : Jade Bischoff
- 2010 : 1788... et demi : Ninon
- 2013 : La smala s'en mêle : Sacha
- 2013 : Boulevard du Palais : Cindy Robin

### Réalisatrice

#### Court métrage
- 2021 : Enchantés

## Doublage
Sources : RS Doublage, Doublage Séries Database et Planète Jeunesse.

### Cinéma

#### Films
- Saoirse Ronan dans :
  - Lovely Bones (2009) : Susie Salmon
  - Hanna (2011) : Hanna Heller
  - Les Filles du docteur March (2019) : Joséphine « Jo » March
  - Le Remplaçant (2023) : Henrietta « Hen »
  - Blitz (2024) : Rita

- Sophie Nélisse dans : 
  - Les âmes en suspens (2016) : Molly
  - Close (2019) : Zoé

- Emma Watson dans :
  - La Belle et la Bête (2017) : Belle (dialogues)[6]
  - The Circle (2017) : Mae Holland[7]

- Olivia Cooke dans : 
  - Ready Player One (2018) : Samantha Evelyn Cook / Art3mis
  - Seule la vie... (2018) : Dylan

- Molly Gordon dans : 
  - Booksmart (2019) : « Triple A »
  - Répétition générale (en) (2023) : Rebecca-Diane

- Aurora Giovinazzo (it) dans :
  - Années de chien (it) (2021) : Stella
  - Nuovo Olimpo (2023) : Alice

- 2006 : The Grudge 2 : Lacey Kimble (Sarah Roemer)
- 2007 : Margot va au mariage : Ingrid (Flora Cross)
- 2008 : Les Chroniques de Spiderwick : Mallory Grace (Sarah Bolger)
- 2008 : L'Amour de l'or : Gemma Honeycutt (Alexis Dziena)
- 2008 : Harcelés : Celia Turner (Regine Nehy)
- 2009 : Brothers : Maggie Cahill (Taylor Geare)
- 2012 : Broken : Saskia Oswald (Faye Daveney)
- 2014 : Famille recomposée : Hillary « Larry » Friedman (Bella Thorne)
- 2016 : The Nice Guys : Jessica (Daisy Tahan)
- 2017 : XXX: Reactivated : Serena Unger (Deepika Padukone)
- 2017 : Undercover Grandpa (en) : Angie Wagner (Greta Onieogou)
- 2017 : The Super : Violet (Taylor Richardson)
- 2018 : Operation Finale : Sylvia Hermann (Haley Lu Richardson)
- 2018 : Calibre : Iona (Kate Bracken)
- 2018 : The Wrong Cruise : Sky Tanner (Sidney Nicole Rogers)
- 2018 : Swiped : Ashlee (Kalani Hilliker)
- 2018 : Every Day : Rebecca (Amanda Arcuri)
- 2019 : Radioactive : Irène Curie, adulte (Anya Taylor-Joy)
- 2020 : Artemis Fowl : le capitaine Holly Short (Lara McDonnell)
- 2020 : Magic Camp : Véra (Izabella Alvarez)
- 2020 : Clouds : Amy Adamle (Madison Iseman)
- 2020 : Société Secrète de la Royauté : Sam (Peyton Elizabeth Lee)
- 2020 : Casting pour un papa : Blanca (Natalia Coronado)
- 2021 : Anónima (es) : Valeria (Annie Cabello)
- 2021 : The Space Between : Julia Adams (Julia Goldani Telles)
- 2021 : Le Loup et le Lion : Alma (Molly Kunz)
- 2022 : Love & Gelato (en) : Giorgia (Claudia Stecher)
- 2022 : Nos cœurs meurtris : Cassie (Sofia Carson)
- 2022 : L'École du bien et du mal : ? (?)
- 2022 : Honor Society : ? (?)
- 2022 : Cours particulier : Cansu (Deniz Altan)
- 2022 : Jeu dangereux : Héritage meurtrier (it) : Livie Betts (Megan Charpentier)
- 2023 : L'Amour en touriste (en) : Anh (Thanh Trúc)
- 2023 : Fanfik (pl) : Matylda (Wiktoria Kruszczyńska)
- 2023 : Ballerina : Jang Ok-ju (Jeon Jong-seo)
- 2023 : The Marvels : Kamala Khan / Miss Marvel (Iman Vellani)
- 2023 : L'Académie de M. Kleks (pl) : ? (?)
- 2024 : Five Blind Dates (en) : Alice (Tiffany Wong)
- 2024 : Golden Kamui : Asirpa (Anna Yamada)
- 2024 : Jeu intérieur : Maya (Nina Bloomgarden (en))
- 2024 : Lonely Planet : Lily Kemp (Diana Silvers)
- 2024 :  Wicked : Galinda Upland / Glinda (Ariana Grande-Butera) (dialogues)
- 2025 : Superman : Eve Teschmacher (Sara Sampaio)
- 2025 : Brick : Olivia (Ruby O. Fee)

#### Films d'animation
- 2007 : Shrek le troisième : Guenièvre
- 2009 : Trois amis mènent l'enquête : Cora
- 2011 : L'Ours Montagne : Sophie
- 2014 : Le Vent se lève : Nahoko Satomi jeune
- 2017 : Tom et Jerry au pays de Charlie et la chocolaterie : Veruca Salt
- 2018 : Ralph 2.0 : Belle
- 2019 : La Famille Addams : Mercredi Addams[n 1]
- 2019 : Les Mondes parallèles : Kotori / Kotoko
- 2021 : La Famille Addams 2 : Une virée d'enfer : Mercredi Addams[n 1]
- 2021 : Steve, bête de combat : Wendy[n 2]
- 2023 : Les As de la jungle 2 : Opération tour du monde : Camélia (création de voix)
- 2025 : The Witcher : Les Sirènes des abysses : Yennefer de Vengerberg[n 3]

### Télévision

#### Téléfilms
- 2013 : La Petite fille aux miracles : Riley (Kristin Dorn)
- 2014 : La Vie en jeu : Taryn (Freya Tingley)
- 2016 : Douce Audrina : l'enfant sans passé : Audrina Adare (India Eisley)
- 2016 : Au cœur du secret : Emma Miller (Mackenzie Vega)
- 2017 : Noël avec ma fille : Melissa (Kayla Wallace)
- 2018 : Quand ma fille se met en danger… : Ashley (Amber Frank)
- 2018 : La Locataire : Lacey (Heather Hopkins)
- 2018 : Un voisin qui vous veut du mal : Allie (Sierra McCormick)
- 2018 : Tu ne tueras point… : Scarlett Chastain (Katherine Reis)
- 2019 : Un Noël rock ! : Riley Rose (Kelaiah Guiel)
- 2020 : Grossesse secrète pour jeune fille parfaite : Olivia Patton (Jerni Stewart)
- 2021 : Une nuit glaçante pour ma fille : Brittney (Kate Edmonds)
- 2021 : Es-tu ma fille ? : Olivia / Natalie (Natalie Jane)
- 2021 : Ensemble à tout prix : Gemma Stone (Ella Ballentine)
- 2021 : La merveilleuse boutique de Noël : ? ( ? )
- 2022 : Meurtre en talons aiguilles : Rebecca (Olivia Larsen)
- 2022 : Défis mortels : Madison (Amanda Jordan)
- 2023 : La maison meurtrière : Harper (Anwen O'Driscoll)

#### Séries télévisées
- Anya Chalotra dans :
  - Wanderlust (2018) : Jennifer Ashman (5 épisodes)
  - ABC contre Poirot (2018) : Lily Marbury (mini-série)
  - The Witcher (depuis 2019) : Yennefer de Vengerberg

- Madeleine Martin dans :
  - Californication (2007-2014) : Rebecca « Becca » Moody (74 épisodes)
  - Esprits criminels (2012) : Lara Heathridge (saison 7, épisode 19)

- Olivia Cooke dans :
  - Bates Motel (2013-2017) : Emma Decody (49 épisodes)
  - La Foire aux vanités (2018) : Becky Sharp (mini-série)

- Julia Goldani Telles dans :
  - Nurse Jackie (2014) : Mandy (saison 6, épisodes 6 à 8)
  - The Affair (2014-2019) : Whitney Solloway (53 épisodes)

- Yadira Guevara-Prip (en) dans :
  - Star Trek: Short Treks (2018) : Me Hani Ika Hali Ka Po (web-série - saison 1, épisode 1)
  - Star Trek: Discovery (2019) : Me Hani Ika Hali Ka Po (saison 2, épisodes 13 et 14)

- Ella Purnell dans :
  - Sweetbitter (2018-2019) : Tess (14 épisodes)
  - Belgravia (2020) : Lady Maria Grey (mini-série)

- Beatrice Grannò (it) dans :
  - Zero (2021) : Anna Ricci (8 épisodes)
  - The White Lotus (2022) : Mia (saison 2)

- 2004 : ReGenesis : Lilith Sandström (Elliot Page) (8 épisodes)
- 2007 : Kaya (en) : Kristin (Alexia Fast) (10 épisodes)
- 2008-2009 : Worst Week : Pour le meilleur... et pour le pire ! : Scotty (Parris Mosteller (en)) (6 épisodes)
- 2009 : Harper's Island : Madison Allen (Cassandra Sawtell) (13 épisodes)
- 2009-2010 : Les Mystères d'Eastwick : Mia Torcoletti (Ashley Benson) (12 épisodes)
- 2009-2020 : Modern Family : Alexandria « Alex » Dunphy (Ariel Winter) (227 épisodes)
- 2010-2015 : Louie : Jane (Ursula Parker (en)) (30 épisodes)
- 2011-2012 : Skins : Mariana "Mary" Kharipov (Katie Sarife) (18 épisodes)
- 2012-2013 : Downton Abbey : Ivy Stuart (Cara Theobold) (15 épisodes)
- 2014-2018 : Scorpion : Ralph Dineen (Riley B. Smith) (88 épisodes)
- 2015-2017 : Modus : Stina Vik (Esmeralda Struwe) (13 épisodes)
- 2016-2017 : The Middle : April (Greer Grammer) (saison 8)
- 2016-2018 : Vikings : Margrethe (Ida Nielsen) (20 épisodes)
- 2016-2019 : Blacklist : Masha Rostova jeune (Lily Lewinter) (3 épisodes), Liz jeune (Jillian Lebling) (saison 2, épisodes 10 et 22)
- 2017 : Gypsy : Allison Adams (Lucy Boynton) (10 épisodes)
- 2017 : The Sinner : Phoebe adulte (Nadia Alexander (en)) (saison 1)
- 2017 : Esprits criminels : Lindsey Vaughan (Gia Mantegna) (2e voix, saison 12)
- 2017 : Liar : la nuit du mensonge : Makeka Kidane (Tsion Habte) (saison 1)
- 2018 : Picnic at Hanging Rock (en) : Sara Waybourne (Inez Currõ) (mini-série)
- 2018 : The Resident : Laurie Dante (Bailey Noble (en)) (saison 2, épisode 5)
- 2018 : The First : Denise Hagerty (Anna Jacoby-Heron) (8 épisodes)
- 2018 : Si je ne t'avais pas rencontrée : Carla (Berta Galo) (5 épisodes)
- 2018 : Le Village des secrets : Helena Svobodová (Štěpánka Fingerhutová (cs)) (mini-série)
- 2018 : The Team : Claudia Weiss (Luna Wedler) (saison 2)
- 2018-2019 : iZombie : Sloane Mills (Laura Bilgeri (en)) (3 épisodes)
- 2018-2019 : New Amsterdam : Jemma (Lizzy DeClement) (saison 1)
- 2018-2020 : Diablero : Thalía (Mariana Botas (es)) (10 épisodes)
- 2018-2021 : Dr Harrow : Fern Harrow (Ella Newton) (30 épisodes)
- 2018-2023 : Riverdale : Evelyn Evernever (Zoé De Grand Maison) (22 épisodes)
- depuis 2018 : Yellowstone : Monica Dutton (Kelsey Asbille) (47 épisodes - en cours)
- depuis 2019 : Hudson et Rex : Camilla Donovan (Amanda Arcuri) (4 épisodes - en cours)
- 2019 : Poldark : Cecily Hanson (Lily Dodsworth-Evans) (saison 5)
- 2019 : Kidnapping : Julita (Zofia Wichłacz) (saison 1)
- 2019 : My First First Love : Oh Ga-rin (Choi Ri) (19 épisodes)
- 2019 : Mystery 101 (en) : Britney (Larissa Dias) (épisode 1)
- 2019-2020 : Los Angeles : Bad Girls : Isabel « Izzy » McKenna (Sophie Reynolds) (26 épisodes)
- 2019-2020 : Meurtres au paradis : l'officier Ruby Patterson (Shyko Amos) (15 épisodes)
- 2020 : We Are Who We Are : Caitlin Poythress / Harper (Jordan Kristine Seamón) (8 épisodes)
- 2020 : Little Fires Everywhere : Pearl Warren (Lexi Underwood) (mini-série)
- 2020-2022 : Space Force : Erin Naird (Diana Silvers) (17 épisodes)
- 2021 : Jupiter's Legacy : Raikou (Anna Akana)
- 2021 : American Horror Stories : Scarlett Winslow (Sierra McCormick) (saison 1)
- 2021 : Souviens-toi... l'été dernier : Lennon Grant / Alison Grant (Madison Iseman) (8 épisodes)
- 2021 : Même pas la peine (en) : Minnie (Nicha « Minnie » Yontararak) (12 épisodes)
- 2021 : AlRawabi School for Girls : Ruqayya (Salsabiela A.) (saison 1)
- 2021-2023 : Docteure Doogie (en) : Lahela « Doogie » Kamealoha (Peyton Elizabeth Lee) (20 épisodes)
- 2021-2023 : Sexify : Natalia Dumała (Aleksandra Skraba)
- 2021-2025 : The Sex Lives of College Girls : Kimberly (Pauline Chalamet) (30 épisodes)
- depuis 2021 : Ginny et Georgia : Maxine « Max » Baker (Sara Waisglass)
- depuis 2021 : Foundation : Gaal Dornick (Lou Llobell)
- 2022 : Yakamoz S-245 : Rana (Ecem Uzun (tr))
- 2022 : Miss Marvel : Kamala Khan / Miss Marvel (Iman Vellani) (mini-série)
- 2022 : Money Heist : Korea – Joint Economic Area : Lee Hong-dan / Tokyo (Jeon Jong-seo)
- 2022 : Only Murders in the Building : Lucy (Zoe Colletti) (saison 2)
- 2022 : The Glory : Seong-hui (Song Na-young)
- 2022 : Santa Evita (es) : Eva Perón adolescente (Camila Mateos (es))
- 2022 : Fakes : Zoe Christensen (Emilija Baranac)
- 2022 : Entretien avec un vampire : Claudia (Bailey Bass) (saison 1)
- 2022-2023 : Bienvenidos a Edén : Zoa (Amaia Aberasturi) (16 épisodes)
- 2022-2024 : Ola cherche sa voie : Zeina (Yasmina El-Abd)
- depuis 2022 : New York, police judiciaire : l'inspecteur Violet Yee (Connie Shi)
- 2023 : Barracuda Queens (sv) : Klara Rapp (Tindra Monsen)
- 2023 : Slip (en) : ? (?)
- 2023 : The Walking Dead: Daryl Dixon : Lou (Kim Higelin) (saison 1, épisode 2)
- 2023 : Poker Face : Sara (Megan Suri (en)) (saison 1, épisode 2)
- 2023-2025 : Knokke Off : Margaux (Ayana Doucouré)
- 2024 : Nightmares and Daydreams par Joko Anwar (en) : Ipah (Nirina Zubir)
- 2024 : Elsbeth : ? (?) (saison 1, épisode 5)
- 2024 : Golden Kamui : La chasse aux évadés (en) : Asirpa (Anna Yamada)

#### Séries d'animation
- 2008-2009 : Eliot Kid : Suzie
- 2008-2011 : T'choupi et ses amis : T'choupi
- 2011-2013 : Rekkit : Sarah Kingburry dite « SK »
- 2013-2016 : T'choupi à l'école : T'choupi
- 2013-2014 : Sabrina, l'apprentie sorcière : Verralupa
- 2014-2017 : LoliRock : Auriana
- 2016 : Squish : Helen
- 2017 : Magiki : Marie et Zsa Zsa[8]
- 2017-2018 : Les Aventures du Chat Potté : Toby
- 2018 : Sword Gai: The Animation : Shoko
- 2018 : Nymph, Modern Life : Ingénue[9]
- 2018 : Anatole Latuile : voix additionnelles
- 2020 : Chico Bon Bon : le petit singe bricoleur : Foudre Arc-en-ciel[10]
- 2020-2021 : Carmen Sandiego : Sonia
- depuis 2020 : Roger et ses humains : Florence (web-série)
- 2021 : M.O.D.O.K. : Melissa
- 2021 : Le Monde de Karma (en) : Switch Stein
- 2022 : Kakegurui Twin : MC
- 2022 : Deepa et Anoop : Janay
- depuis 2022 : Date A Live : Kotori
- depuis 2022 : Love After World Domination : Kyōko Kuroyuri
- depuis 2022 : The Eminence in Shadow : Claire Kagenō
- 2023 : Noble New World Adventures : Rayn Von Silford
- 2024 : T'choupi à la campagne : T'choupi
- 2024 : Rising Impact : Bridget Barlowe

### Jeux vidéo
- 2009 : Mini Ninjas : Suzume
- 2019 : Anthem : la sentinelle Dax
- 2019 : A Plague Tale: Innocence : Amicia De Rune
- 2020 : Marvel's Avengers : Kamala Khan / Miss Marvel
- 2020 : Valorant : Jett
- 2022 : Cookie Run: Kingdom : Cookie Framboise
- 2022 : The Quarry : Emma Mountebank[11]
- 2022 : A Plague Tale: Requiem : Amicia De Rune
- 2023 : Disney Dreamlight Valley : Belle
- 2023 : Hogwarts Legacy : L'Héritage de Poudlard : ?
- 2023 : Diablo IV : ?
- 2023 : Final Fantasy XVI : ?
- 2023 : Marvel's Spider-Man 2 : Danika Hart
- 2023 : Zagad : la personnage principale
- 2023 : Avatar: Frontiers of Pandora : ?
- 2024 : Final Fantasy XIV : Sphene Alexandros XIV / Nostalgia / Wayakkwe / Reine Éternité
- 2024 : Unknown 9: Awakening : Haroona Gayen[n 3]
- 2025 : Monster Hunter Wilds : Alma
- 2025 : Final Fantasy XIV Dawntrail Seekers Of Eternity : Simulacre / Sphene

## Distinctions
- 2005 : Révélation et découverte pour Le Frangin d'Amérique (prix collectif pour tous les jeunes comédiens du téléfilm) au Festival de la fiction TV de Saint-Tropez[12].